# Vernehmungsraum
Ein Vernehmungsraum ist eine Räumlichkeit zur Durchführung von Vernehmungen durch Beamte von Ermittlungsbehörden. 

## Gestaltung und Einrichtung
Ein Vernehmungsraum sollte neutral und ablenkungsfrei gestaltet sein. Vernehmungen müssen dort störungsfrei durchgeführt werden können. Die Sitzposition des zu Vernehmenden ist nach Möglichkeit so zu wählen, dass er keinen Blick auf ein Fenster hat. Die Beleuchtung muss es der vernehmenden Person ermöglichen, nonverbale Äußerungen des zu Vernehmenden sehen zu können. Als Möblierung sollte nur das unbedingt erforderliche vorhanden sein, wozu auch die Einrichtung zur Protokollierung der Vernehmung gehört. Vorhandene Gegenstände sollen als Hiebwaffe, Stichwaffe oder sonstige Waffe möglichst ungeeignet sein. Der zu Vernehmende darf den Raum nicht unkontrolliert verlassen können. 
Der Vernehmende sitzt 1,5 bis 2 Meter vom zu Vernehmenden entfernt. Es darf keine Barriere zwischen den beiden vorhanden sein. Ein zweiter Ermittler sitzt außerhalb des Gesichtsfeldes des zu Vernehmenden. 
Nach diesen Erfordernissen ergibt sich die Größe und der Schnitt des Raumes.

## Quelle
- Vernehmen kann jeder - oder? von Brigitta Sticher - Fachhochschule für Rechtspflege in Berlin (PDF) (377 kB)